# 茨城県立日立商業高等学校
茨城県立日立商業高等学校（いばらきけんりつひたちしょうぎょうこうとうがっこう）は、茨城県日立市久慈町に所在する公立の商業高等学校。
全日制の課程に商業科（1学年定員160名）と情報処理科（1学年定員40名）を設置している。

## 設置学科
- 商業科
- 情報処理科

## 最寄り駅
- JR大甕駅

## 特徴・その他
日立市南部の久慈町に位置しており、近隣には日立港や真弓山などがある。
男女共学だが生徒の約7割は女子。情報処理科は男子生徒が多い。卒業後の進路は就職半数、進学半数ほど。また近年では大学進学者が急増している。
部活動が盛んで、2005年度（平成17年度）は卓球部が全国大会出場を果たしている。また柔道部、陸上部、水泳部も関東大会出場など健闘している。商業高校ならではの簿記部、電卓競技部なども活躍している。

## 著名な出身者
- 神保佳永（料理人）
- 水田かおり（演歌歌手）